# Purchena
Purchena és un municipi de la província d'Almeria (Andalusia), situat a la comarca de Valle del Almanzora. Limita amb els municipis d'Armuña de Almanzora, Bacares, Lúcar, Macael, Olula del Río, Oria, Somontín, Suflí, Tíjola i Urrácal.

## Alcaldes de Purchena
- Joaquín Cano Brocal (1979-1983)
- José Guirado (1983-1985)
- Pedro Belmonte García (1985-1987)
- Manuel Rozas Galera (1987-1989)
- Francisco Romacho Túnez (1989-1991)
- Luis Caparrós Mirón (1991-1999)
- José Juan Cano Torres(1999-2002)
- Juan Miguel Tortosa Conchillo(2002-2007)